# Bonatea griseolata
Bonatea griseolata är en fjärilsart som beskrevs av Dyar 1918. Bonatea griseolata ingår i släktet Bonatea och familjen mätare. Inga underarter finns listade i Catalogue of Life.